# Шеметово
Шеме́тово (рос. Шеметово) — село у складі Стрітенського району Забайкальського краю, Росія. Входить до складу Дунаєвського сільського поселення.

## Населення
Населення — 42 особи (2010; 88 у 2002).
Національний склад (станом на 2002 рік):
- росіяни — 96 %